# オルガ・クバシェビッチ
オルガ・クバシェビッチ＝ドロビシェフスカヤ（Olga Kubassevich-Drobyshevskaya, 1985年9月22日 - ）は、カザフスタン国籍の女子バレーボール選手。ソビエト連邦のザポリージャ出身（現在のウクライナ、当時のウクライナ・ソビエト社会主義共和国）。ポジションはオポジット。カザフスタン代表。

## 来歴
もともとウクライナ代表としてビーチバレーボールのワールドツアーに2003年と2005年に出場している。
2006年世界選手権に出場した。しかし翌年の2007年ワールドグランプリに帰化の問題で国際バレーボール連盟より出場資格を取り消されてしまい出場出来なかった。2008年も代表に名前が上がりながらも国際大会に出場できなかった。
2010年から登録名をクバシェビッチからドロビシェフスカヤに変えた。

## 球歴
- 2006年 世界選手権（17位）

## 所属クラブ
- ZDIA Zaporizhya（2002-2003年）
- Jenestra Odesa（2004-2005年）
- Türk Telecom ANKARA（2006-2007年）
- Rahat（2007-2008年）
- Türk Telecom ANKARA（2008-2009年）
- Zhetyssu（2009-2013年）
- Irtych-Kazkhrom（2014-2015年）
- Astana（2015-2016年）
- Altay VC（2017-2020年）